# Estació de Sicília
Sicília és una estació de tramvia situada a l'avinguda Diagonal de Barcelona, entre les cruïlles dels carrers de Sicília i Nàpols. Disposa de doble via amb andanes als lateral. És servida per la línia T4 del Trambesòs.
La planificació d'una parada en aquesta zona es recull per primer cop al 2001 al PDI en la planificació d'un tramvia al llarg de la Diagonal. La ubicació de l'estació queda definida el 2017 en l'estudi informatiu de la connexió de xarxes tramviaires, projecte aprovat el 2019.
La construcció de la parada es va iniciar al març del 2022 amb l'aixecament del paviment existent. Un any després s'instal·laven les vies i la primera marquesina de l'estació. Es va inaugurar el 10 de novembre del 2024.
| Trambesòs              |           |       |            |                        |
| Procedència/Destinació | <         | Línia | >          | Procedència/Destinació |
| Verdaguer              | Verdaguer |       | Monumental | Estació de Sant Adrià  |